# Ceraptrocerella
Ceraptrocerella is een geslacht van vliesvleugeligen uit de familie Encyrtidae. De wetenschappelijke naam van dit geslacht is voor het eerst geldig gepubliceerd in 1918 door Girault.

## Soorten
Het geslacht Ceraptrocerella is monotypisch en omvat slechts de volgende soort:
- Ceraptrocerella apus Girault, 1918